# サドル (オートバイ)
サドル（saddle）はオートバイを構成する部品の1つで、乗員が着座するための座席である。同様の意味で「シート（seat）」とも呼ばれる。

## 概要

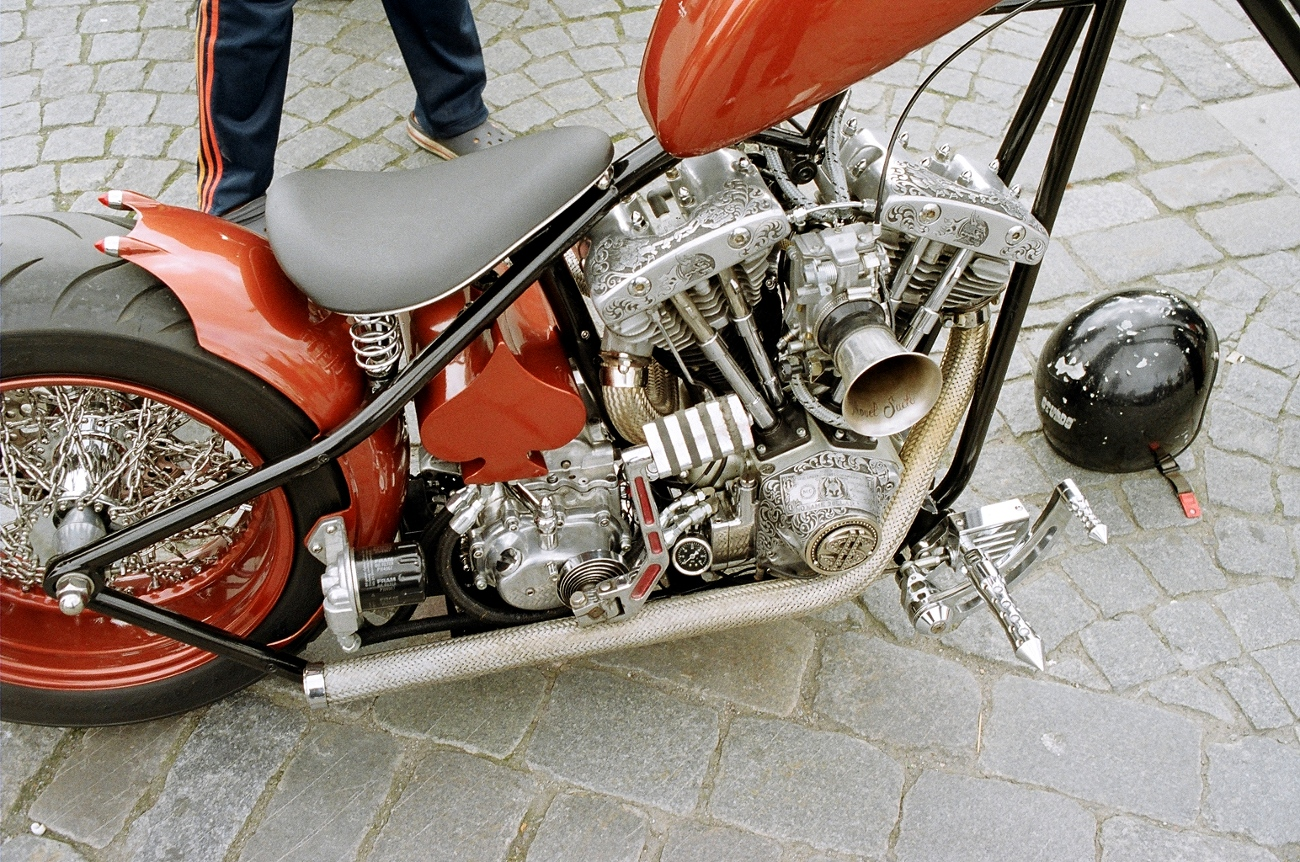
コイルスプリングを採用したサドル型シート

自転車の場合と同様に、乗馬に用いられる鞍（サドル）をその起源とするため、サドルの名称で呼ばれていたが、後年になって自動車と同様にクッションを内蔵した座席としての部品に進化したため、一般的にはシートと呼ばれる事が多い。
古典的なサドル形状のシートについては、一種のレトロニムとして、「サドル・シート」と呼ばれる。こうしたタイプの場合は、自転車のサドルと同様にコイルスプリングが取り付けられた構造のものがある。
オートバイ用のシートは、金属製・樹脂製の芯材（シートベース）の上に発泡ウレタン製のクッション材を置き、ビニールレザーの表皮で覆われた構造を持つ。競技に用いられる車両の場合は、FRP製のシートカウルにスポンジシートを貼っただけの簡素なものもある。
オートバイ用のシートには、1つのシートに1人の乗員が着座するものと、1つのシートに2人の乗員が着座できるものの2種類に大別できる。一人乗り専用の物は「シングルシート」「ソロシート」と呼ばれ、二人乗りが可能なものは「ダブルシート」「ロングシート」と呼ばれる。また、同乗者のみが着席する後席については、「タンデムシート」「ピリオンシート」「パッセンジャーシート」などの呼称もある。前席と後席でシートが個別になっている場合、単純に「フロントシート」・「リアシート」と呼ぶ場合もある。